# Mademoiselle Doligny
Louise-Adélaïde Berton-Maisonneuve, död 1823, var en fransk skådespelare.  Hon var känd under artistnamnet Mademoiselle Doligny på Comédie-Française i Paris, där hon var engagerad 1764-1783. 
Hon spelade under tjugo år hjältinnerollen i kärleksdramer. Hon gjorde en innovation då hon lade av vita handskar och solfjädrar, som fram till dess varit självklara för sådana roller, till fördel för en mer realistisk kostym och spel. Hon avgick innan hon blev för gammal för att spela sådana roller. 
Privat var hon känd för sitt enkla och respektabla liv, vilket sågs som ett föredöme under en epok när skådespelerskor ofta betraktades som närliggande prostituerade. Hon gifte sig 1795 med adelsmannen marquis Dudoyer de Gastels.